# Jacques Petit
Jacques Petit  (* 1928; † 1982) war ein französischer Romanist und Literaturwissenschaftler.

## Leben und Werk
Petit studierte von 1946 bis 1950 an der Universität der Franche-Comté in Besançon und wurde Gymnasiallehrer in Lons-le-Saunier und Besançon. 1955 bestand er die Agrégation (Staatsprüfung für das höhere Lehramt) im Fach Lettres (Sprachen und Literatur). Ab 1957 war er an der Universität Assistent (bei Guy Robert). Er habilitierte sich (Doctorat d’État) 1962 mit einer Arbeit über Barbey d’Aurevilly als Literaturkritiker (Paris 1963) und wurde in Besançon 1964 Maître de conférences, sowie von 1966 bis zu seinem vorzeitigen Tod Professor für französische Literatur. Von 1970 bis 1979 war er Dekan, von 1974 bis 1980 Vizepräsident der Universität. Das von ihm eingerichtete Forschungszentrum Centre de recherche de Littérature française du XIXème wurde nach ihm benannt (Centre de recherches Jacques Petit).

## Werke

### Barbey d’Aurevilly
- (mit Philip John Yarrow) Barbey d' Aurevilly, journaliste et critique. Bibliographie, Paris, Les Belles Lettres, 1959.
- Barbey d'Aurevilly, critique, Paris, Belles Lettres, 1963.
- (Hrsg.) Barbey d'Aurevilly, Le XIXe siècle. Des œuvres et des hommes. Choix de textes, 2 Bde., Paris, Mercure, 1964–1966.
- (Hrsg.) Barbey d'Aurevilly, Oeuvres romanesques complètes, 2 Bde., Paris, Gallimard, 1964–1966 (Bibliothèque de la Pléiade).
- (Hrsg. mit anderen) Barbey d’Aurevilly, Paysages romanesques. Lettres de Barbey à Hector de Saint-Maurin, in: Revue des Lettres modernes 137–140, 1966.
- (Hrsg.)  Les obsessions du romancier. Personnages et images. Lettres de Barbey à Hector de Saint-Maur, in: La Revue des lettres modernes, 1967,162-165.
- Essais de lecture des "Diaboliques" de Barbey d'Aurevilly (Les lettres modernes, 1974),
- (Hrsg.) Lettres à Madame de Bouglon, Besançon, Annales de l'Université de Besançon, 1978.
- (Hrsg. mit Michel Malicet) Correspondance générale, 9 Bde., Paris, Belles Lettres, 1980–1989.

### Paul Claudel
- (Hrsg. mit Louis-Raymond Lefèvre, Roger Méguillet-Claudel, Robert Mallet und Pierre Claudel, 1908–1979) Paul Claudel, Connaissances. Art poétique. La physique de l'eucharistie. Figures et paraboles. Quelques planches du bestiaire spirituel. Le symbolisme de la Salette. Appendices, Paris, Gallimard, 1953 (Oeuvres complètes de Paul Claudel 5 ; Bibliothèque de la Pléiade).
- (Hrsg.) Correspondance Paul Claudel-Darius Milhaud, 1912–1953, Paris, Gallimard, 1961 (Vorwort von Henri Hoppenot).
- (Hrsg. mit Pierre Claudel) Paul Claudel, Commentaires et exégèses, 10 Bde., Paris, Gallimard, 1962–1978 (Oeuvres complètes 19–28, Biblio).
- (Hrsg.) Paul Claudel, in: La Revue des lettres modernes. N° 101–103. 114–116, 1964–
- (Hrsg. mit Jacques Madaule) Paul Claudel, Théâtre, 2 Bde., 2. Auflage, Paris, Gallimard, 1956–1959, 1965 (Bibliothèque de la Pléiade).
- (Hrsg. mit Charles Galpérine) Paul Claudel, Oeuvres en prose, Paris, Gallimard,  1965 (Bibliothèque de la Pléiade).
- (Hrsg. mit François Varillon) Paul Claudel, Journal, 2 Bde., Paris, Gallimard, 1968–1969 (Bibliothèque de la Pléiade).
- Le premier drame de Paul Claudel. «Une Mort prématurée».Commentaire thématique, in: Annales littéraires de l'Université de Besançon 117, 1970.
- Claudel et l'Usurpateur,  Paris, Desclée De Brouwer, 1971.
- Etat des lettres publiées de Claudel, in: Annales littéraires de l'Université de Besançon  178, 1975.
- Claudel et la Bible.  Inventaire de l'Œuvre exégétique, Paris, Lettres modernes, 1982.

#### Kritische Ausgaben
- La Ville, Paris, Mercure de France, 1967.
- Le Pain dur, Paris, Les Belles Lettres, 1975.
- (mit Jean-Pierre Kempf) L'Otage, Paris, Les Belles Lettres, 1977.
- La jeune fille Violaine. Première et seconde versions, Paris, Mercure de France, 1977.

### Léon Bloy
- (Hrsg. mit Joseph Bollery, 1890–1967)  Oeuvres  de Léon Bloy, 15 Bde., Paris, Mercure de France, 1964–1983.
- Léon Bloy, Paris, Desclées De Brouwer, 1966 (Les écrivains devant Dieu 8).

### Julien Green. François Mauriac
- Julien Green. L 'Homme qui venait d'ailleurs, Paris, Desclées De Brouwer, 1969.
- Julien Green, Paris, Desclées De Brouwer, 1972 (Les Écrivains devant Dieu, 31).
- (Hrsg.) Julien Green, Oeuvres complètes, 5 Bde., Paris, Gallimard, 1972–1977 (Bibliothèque de la Pléiade).
- (Hrsg.) François Mauriac, Oeuvres romanesques et théâtrales complètes, 4 Bde., Paris, Gallimard, 1978–1985 (Bibliothèque de la Pléiade).